# Academia Nacional de Artes Escénicas
La Academia Nacional de Artes Escénicas se encuentra en la ciudad de Karachi, Sindh, en el país asiático de Pakistán. La institución se estableció en 2005 como un centro para conservar y enseñar las artes escénicas y la música a los estudiantes en Pakistán. Está situado en el edificio de la Gymkhana hindú. Tiene secciones para la enseñanza de teatro, música, danza entre otros.